# Hun Sen Cup 2023/24
Der Hun Sen Cup 2023/24 war die 17. Austragung eines Ko-Fußballwettbewerbs in Kambodscha. Das Turnier wurde vom kambodschanischen Fußballverband organisiert. Das Turnier endete mit dem Finale am 28. April 2024. Titelverteidiger war der Visakha FC.

## Achtelfinale
Die Hinspiele fanden am 10. Januar 2024, die Rückspiele am 31. Januar 2024, statt
|                                 | Gesamt |                              | Hinspiel | Rückspiel |
| ------------------------------- | ------ | ---------------------------- | -------- | --------- |
| Angkor Tiger                    | 1:6    | Nagaworld FC                 | 1:5      | 0:1       |
| Kirivong Sok Sen Chey           | 4:4    | National Defense Ministry FC | 2:3      | 2:1       |
| Siem Reap Province FC           | 1:5    | Boeung Ket Angkor            | 1:1      | 0:4       |
| Ministry of Interior FA         | 1:2    | Prey Veng FC                 | 1:0      | 0:2       |
| Preah Khan Reach Svay Rieng     | 10:10  | Banteay Mean Chey FC         | 4:0      | 6:1       |
| Angkor City FC                  | 00:16  | ISI Dangkor Senchey FC       | 0:7      | 0:9       |
| Boeng Ket Youth Kompong Cham FC | 01:15  | Visakha FC                   | 1:3      | 0:12      |
| Thbong Khmum FC                 | 1:11   | Phnom Penh Crown             | 1:2      | 0:9       |

## Viertelfinale
Die Hinspiele fanden am 7. Februar 2024, die Rückspiele am 21. Februar 2024 und 28. Februar 2024, statt
|                       | Gesamt |                             | Hinspiel | Rückspiel |
| --------------------- | ------ | --------------------------- | -------- | --------- |
| Nagaworld FC          | 01:10  | Preah Khan Reach Svay Rieng | 1:4      | 0:6       |
| Boeung Ket Angkor     | 8:4    | ISI Dangkor Senchey FC      | 4:2      | 4:2       |
| Kirivong Sok Sen Chey | 0:3    | Phnom Penh Crown            | 0:2      | 0:1       |
| Prey Veng FC          | 0:1    | Visakha FC                  | 0:1      | 0:0       |

## Halbfinale
Die Hinspiele fanden am 6. März 2024, die Rückspiele am 10. April 2024, statt
|                   | Gesamt |                             | Hinspiel | Rückspiel |
| ----------------- | ------ | --------------------------- | -------- | --------- |
| Visakha FC        | 3:6    | Phnom Penh Crown            | 2:2      | 1:4       |
| Boeung Ket Angkor | 3:4    | Preah Khan Reach Svay Rieng | 1:3      | 2:1       |

## Spiel um den 3. Platz
|                                           | Ergebnis        |                   |
| ----------------------------------------- | --------------- | ----------------- |
| 28. April 2024, Olympiastadion Phnom Penh |                 |                   |
| Visakha FC                                | 0:0 (4:3 i. E.) | Boeung Ket Angkor |

## Finale
|                                           | Ergebnis |                  |
| ----------------------------------------- | -------- | ---------------- |
| 28. April 2024, Olympiastadion Phnom Penh |          |                  |
| Preah Khan Reach Svay Rieng               | 1:0      | Phnom Penh Crown |